# Smalhalssnelloper
De smalhalssnelloper (Oxypselaphus obscurus) is een keversoort uit de familie van de loopkevers (Carabidae). De wetenschappelijke naam van de soort werd in 1784 gepubliceerd door Johann Friedrich Wilhelm Herbst. De soort is in oudere literatuur ook te vinden als Agonum obscurum.